# 新街口 (南京)

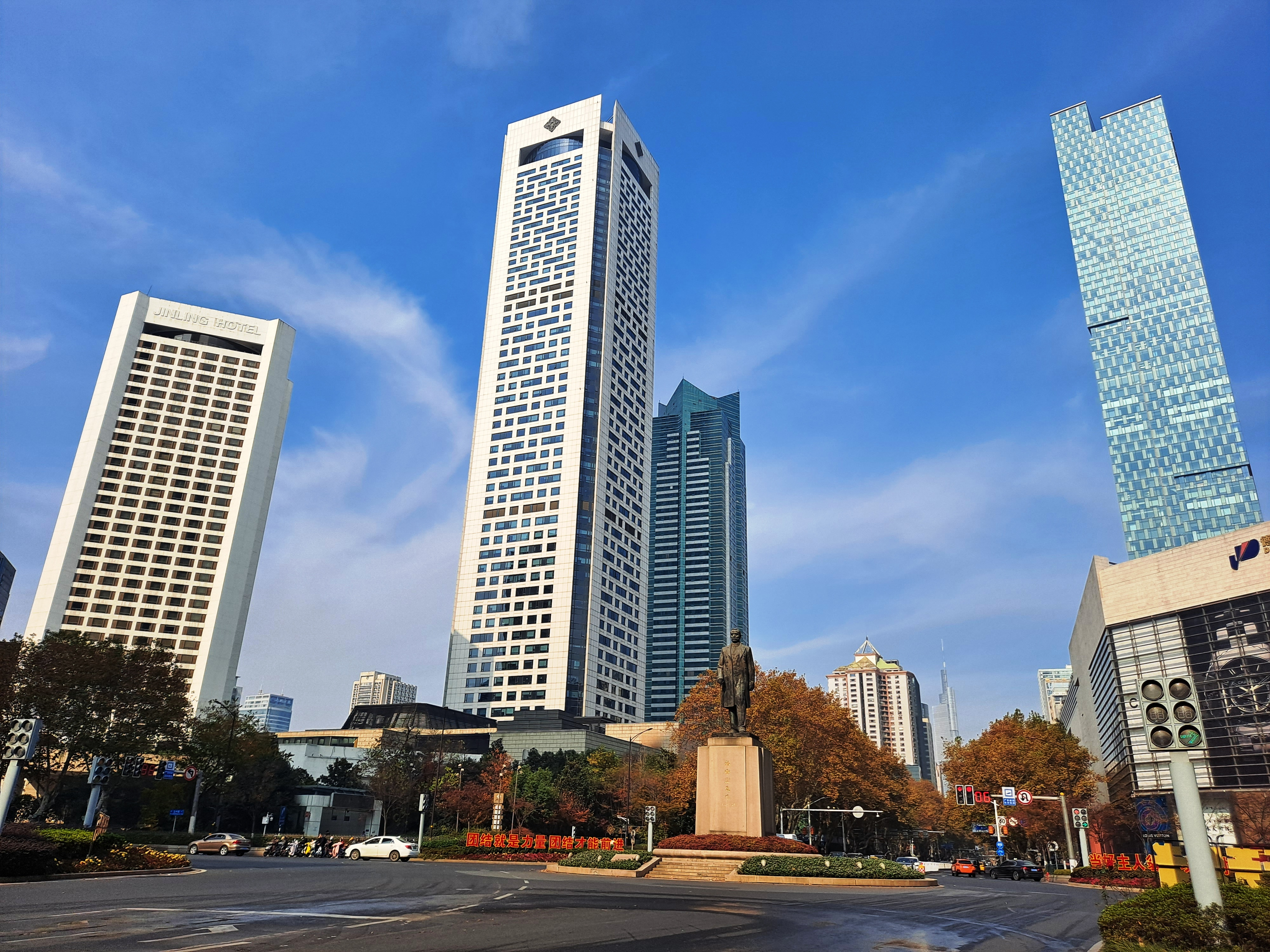
新街口

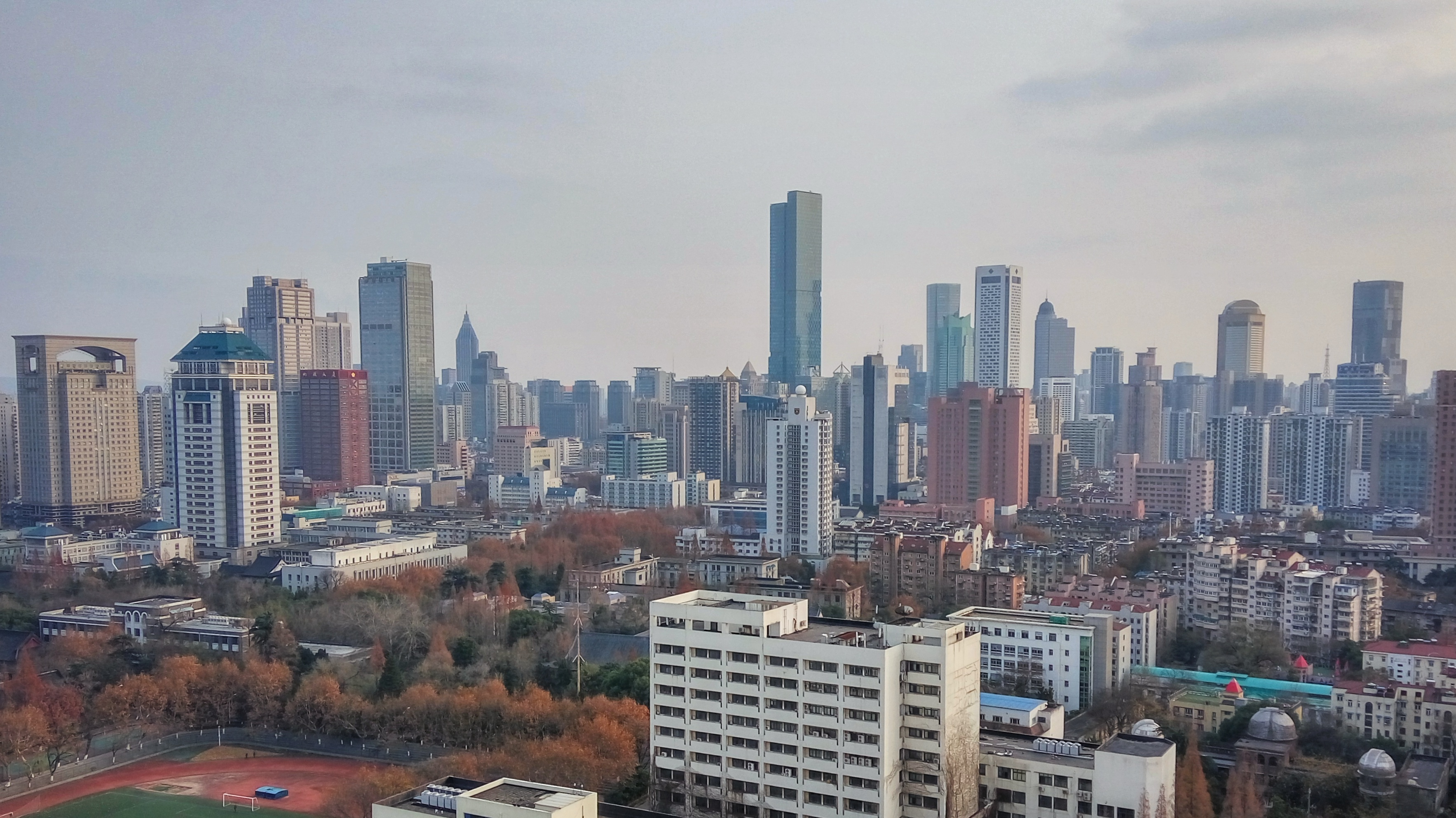
新街口天际线

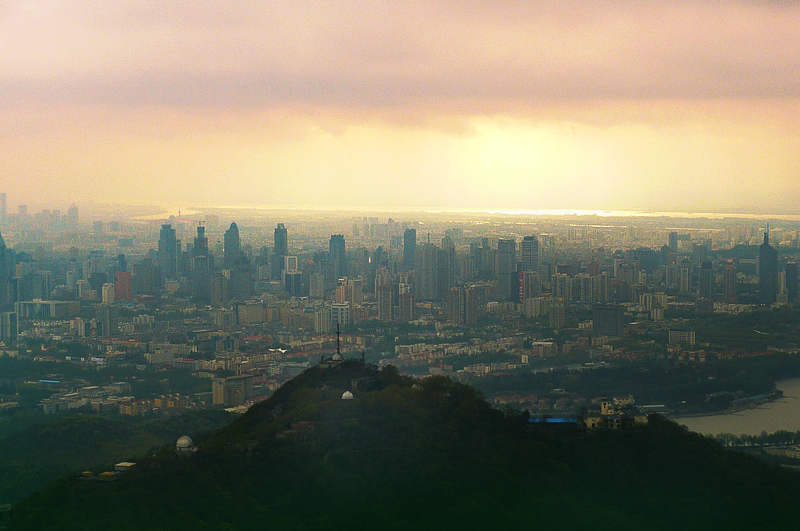
从紫金山上眺望夕阳下的新街口

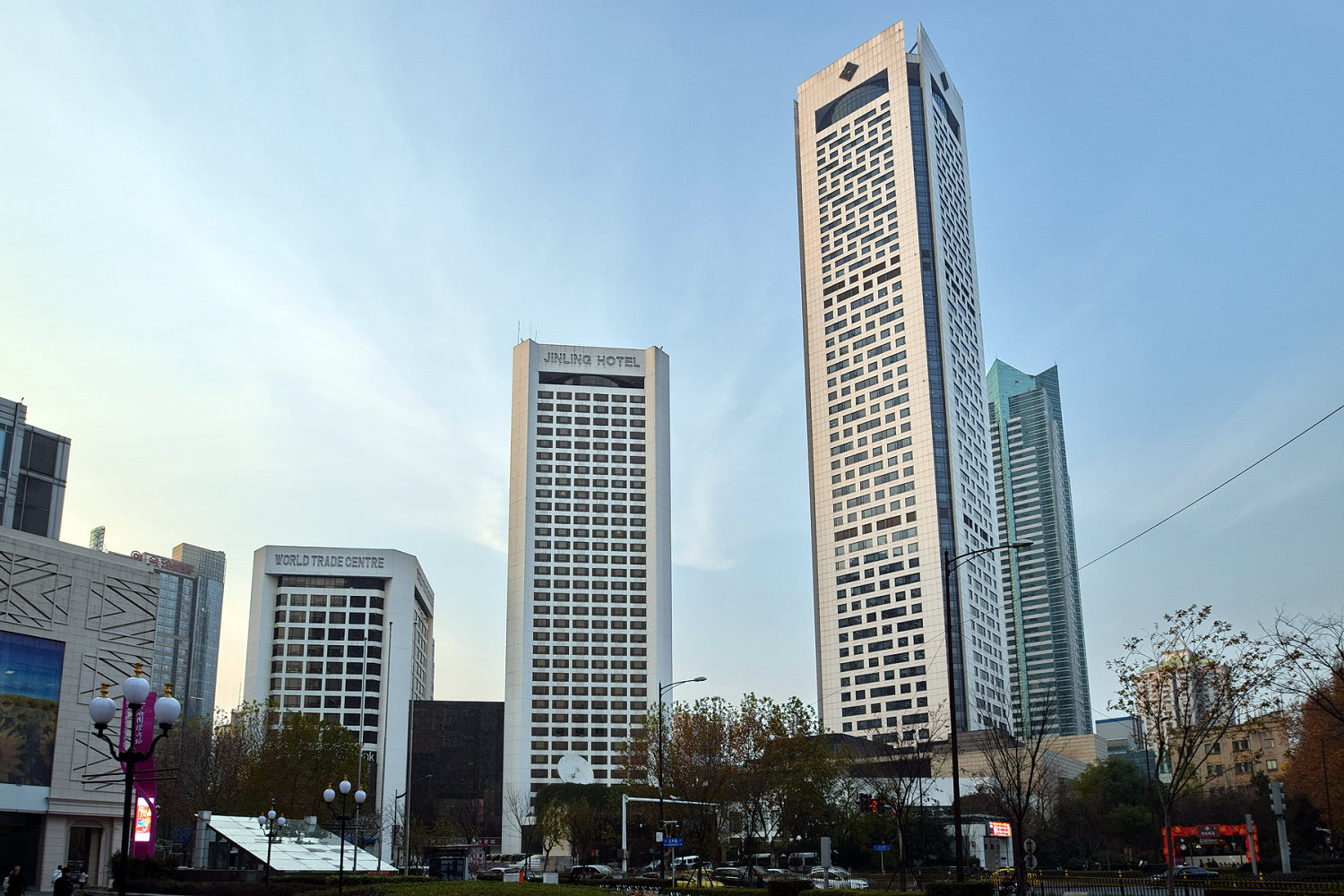
金陵饭店

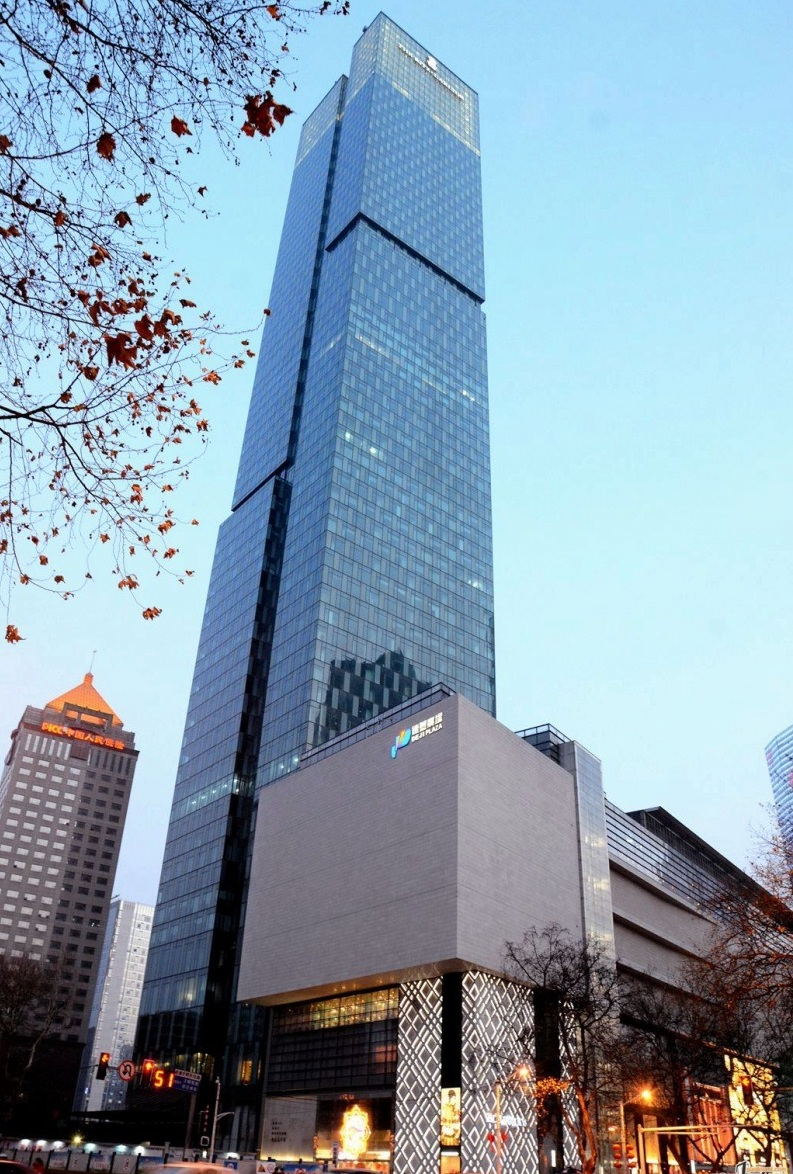
德基广场

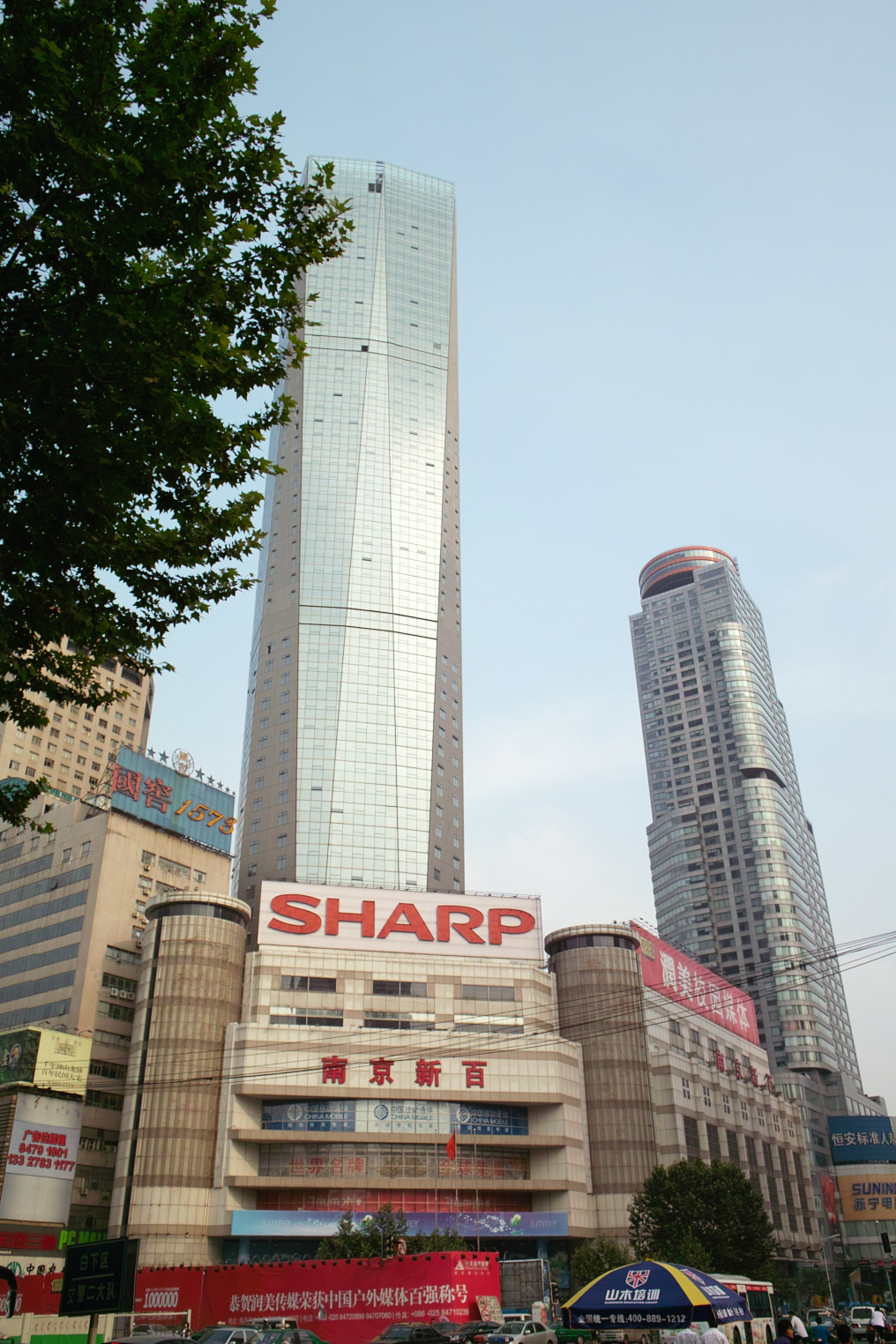
南京新百与商贸大厦

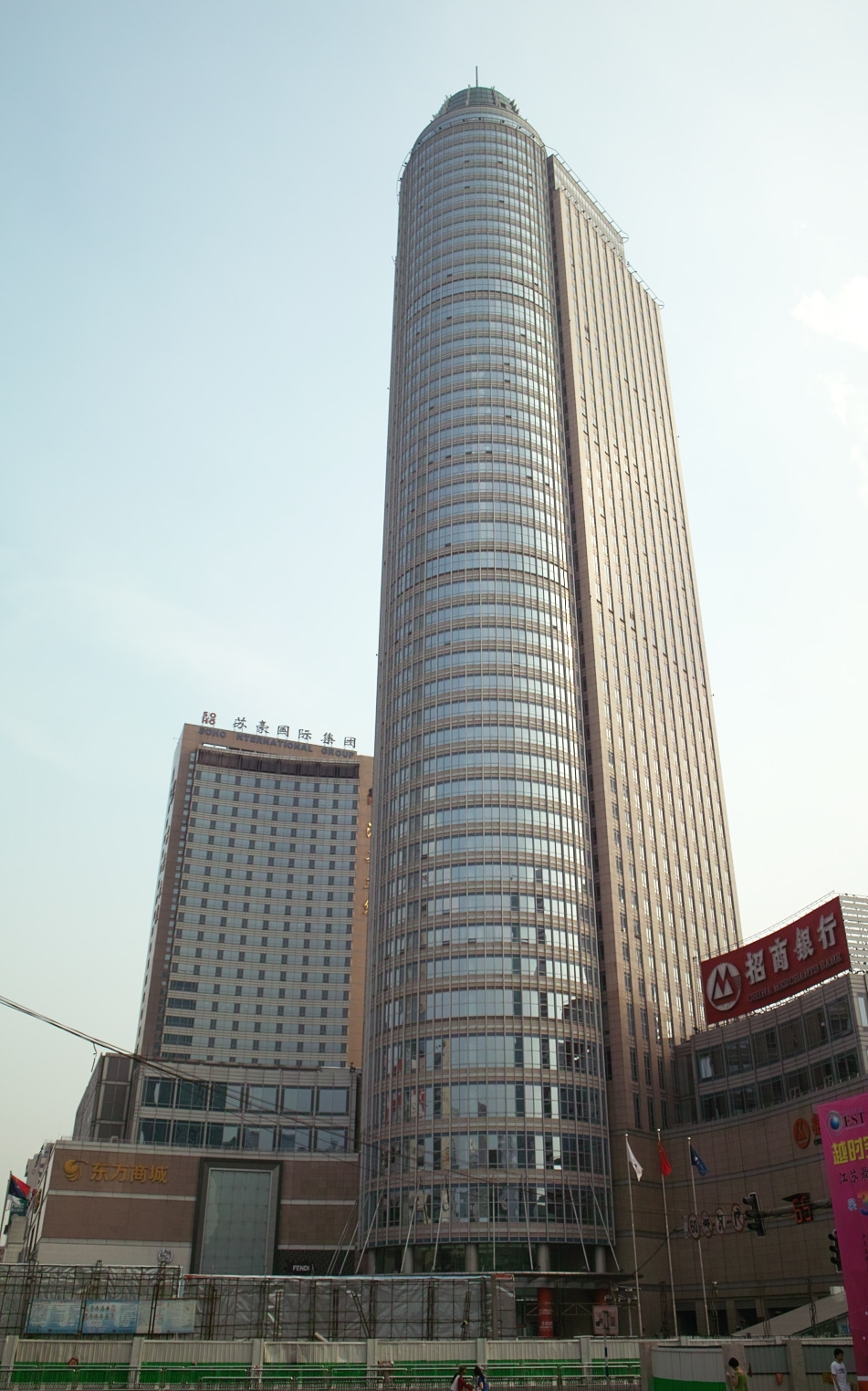
左边是东方商厦，右边是招商大楼

新街口位于中国南京市新街口街道的中心区域，是一处著名的商业中心。“新街口”一词可能用来指新街口广场，也可能指以新街口广场为中心的地区，有新街口商圈、新街口中央商务区等称谓；广义的新街口则指新街口街道，辖区总面积为2平方公里。新街口每逢节假日日均客流量峰值七十万人次，七十九家世界五百强分支机构进驻，其商贸集中度超过北京王府井、上海徐家汇并翘首中国，成为中国商贸密集度最高的地区，因此有“中华第一商圈”的说法。

## 历史
南京新街口的历史可追溯至1500年前。新街口是南京一个古老的地名，但在1929年以前只是一片冷清的普通旧式街区，街道狭窄，房屋低矮，沿街房屋后面还有不少空地及池塘。1928年，新修建的中山东路、中正路、汉中路和中山路此4条宽40余米的林荫大道交汇，便以此交汇处为新的新街口，位于老新街口附近。中间形成环形广场，因成为新的全市交通枢纽，迅速形成新兴的商业中心。1929年12月完成的《首都计划》将新街口规划为商业区。1930年代，这一地带陆续建成国货银行、浙江兴业银行、交通银行、中央商场、大华大戏院、新都大戏院、福昌饭店等众多商企。新街口中山南路与中山东路交汇处，于1988年，南京近代建筑普查时，近代建筑尚存13座。至2009年，尚存四座民国建筑，分别为：现处于整修状态的中山东路1号，民国时期南京交通银行总部、原汪伪政府的中央储备银行，现在的工商银行老楼；中山东路3号；金陵饭店北侧的邮局老大楼，市总工会使用的原盐务署大楼。
1980年代，在广场西北角建成当时中国最高建筑金陵饭店。

## 新街口广场

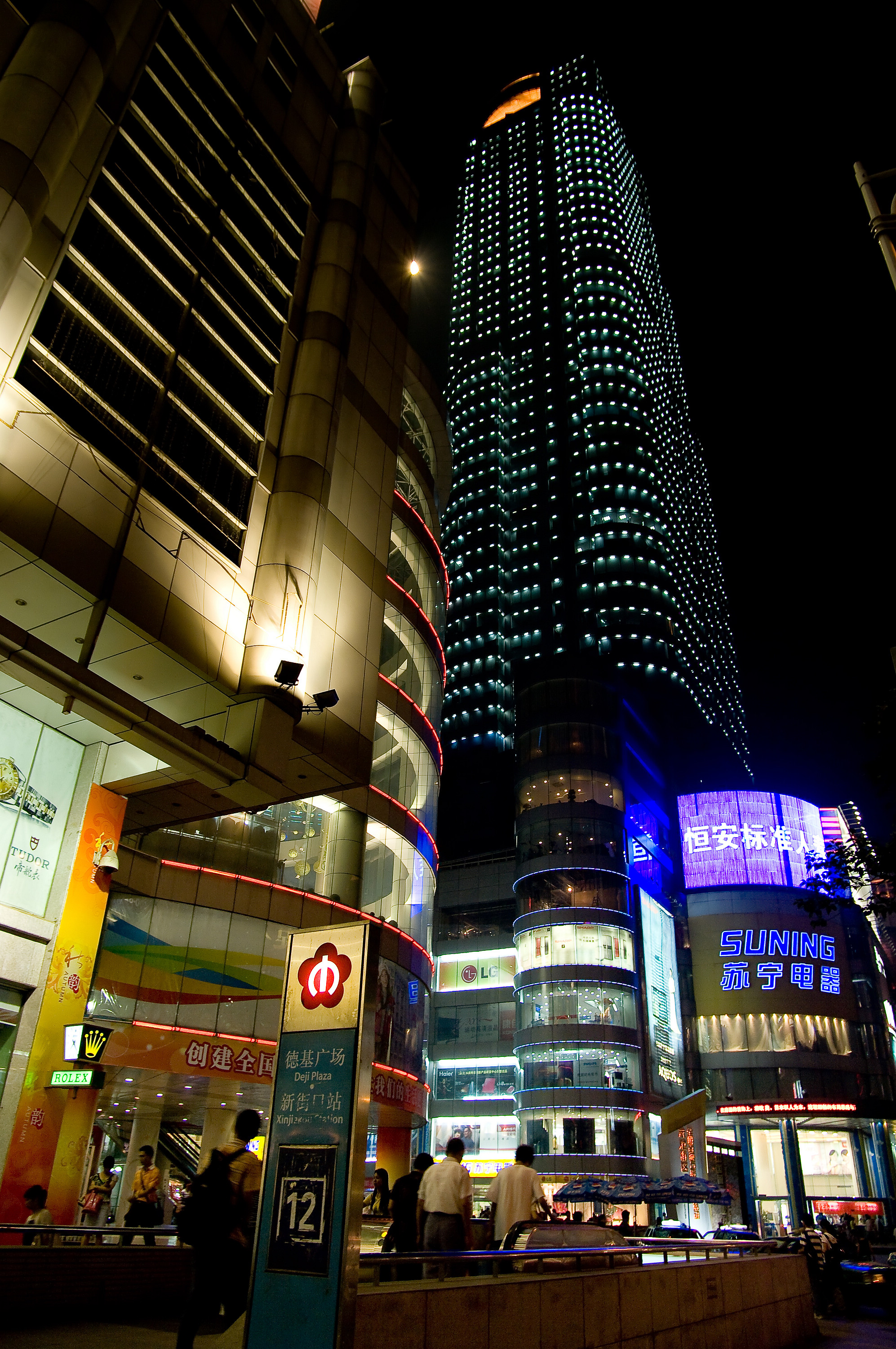
新街口夜景

新街口广场处于四条马路的相交处，东为中山东路，通向中山门，南为中山南路，通向中华门，西为汉中路，通向汉中门，北为中山路，通向鼓楼广场。1942年11月，汪伪政府将1928年由筱原金作和牧田祥哉所铸孙中山铜像从中央陆军军官学校移至新街口广场中心。
2001年之前新街口广场一直是环岛式建筑，2001年，由于地铁一号线施工，广场拆除，孙中山铜像（1996年版）迁移。2009年9月，地铁二号线新街口地面施工将全部结束，2009年5月，孙中山铜像的回归问题也引起了各方讨论，民国时期铸造、体积较小的孙中山铜像 也被相关部门纳入铜像重回新街口计划的考虑范围之内。2009年8月，《新街口广场复建方案》编制完成，考虑到在建的地铁二号线工程，预计2010年春节后，以1996年版的孙中山铜像回归新街口。方案拟以孙中山铜像为中心，四周扩展成直径8米的环岛，在环岛外围增加宽幅为一米的铺装道路，整个中心最终为直径10米的环岛带。同时周边景观以绿化为主，并且使景观三季有花，四季常青。

## 新街口商圈
据相关规划，大新街口商圈的区域东至太平南路、太平北路，南至建邺路、白下路，西至莫愁路、上海路，北至长江路、华侨路。商圈核心区域东至洪武南路、洪武北路，南至石鼓路、淮海路，西至王府大街、管家桥，北至长江路、华侨路，面积约1平方千米。日常人流量达60多万人次，双休日约100万人次。新街口商圈内同业商家聚集的功能街区有“洪武路金融街”、“正洪路商业步行街”、太平南路黄金珠宝一条街”、“王府美食街”、“石鼓路酒吧街”、“冶山民俗文化街”、 “朝西古玩字画一条街”、“莫愁路古玩一条街”、“长江路文化一条街”、“仓巷明清一条街”、“淮海路民国文化一条街”等。

### 新街口商圈商场列表
- 百货商场
- 中央商场
- 大洋百货
- 金鹰国际购物中心
- 东方购物商城
- 商贸购物商城
- 莱迪时尚休闲广场
- 万达购物广场
- 苏宁电器
- 国美电器
- 德基广场

2010年，地铁2号线完全建成后，金鹰国际购物中心、金陵百货、华联、东方购物商城、大洋百货、中央商场、新百等商场的地下部分，全可借助地铁新街口站的各出入口，实现全连通，市民将可通过地下通道到达任何一个商场。

## 新街口中央商务区

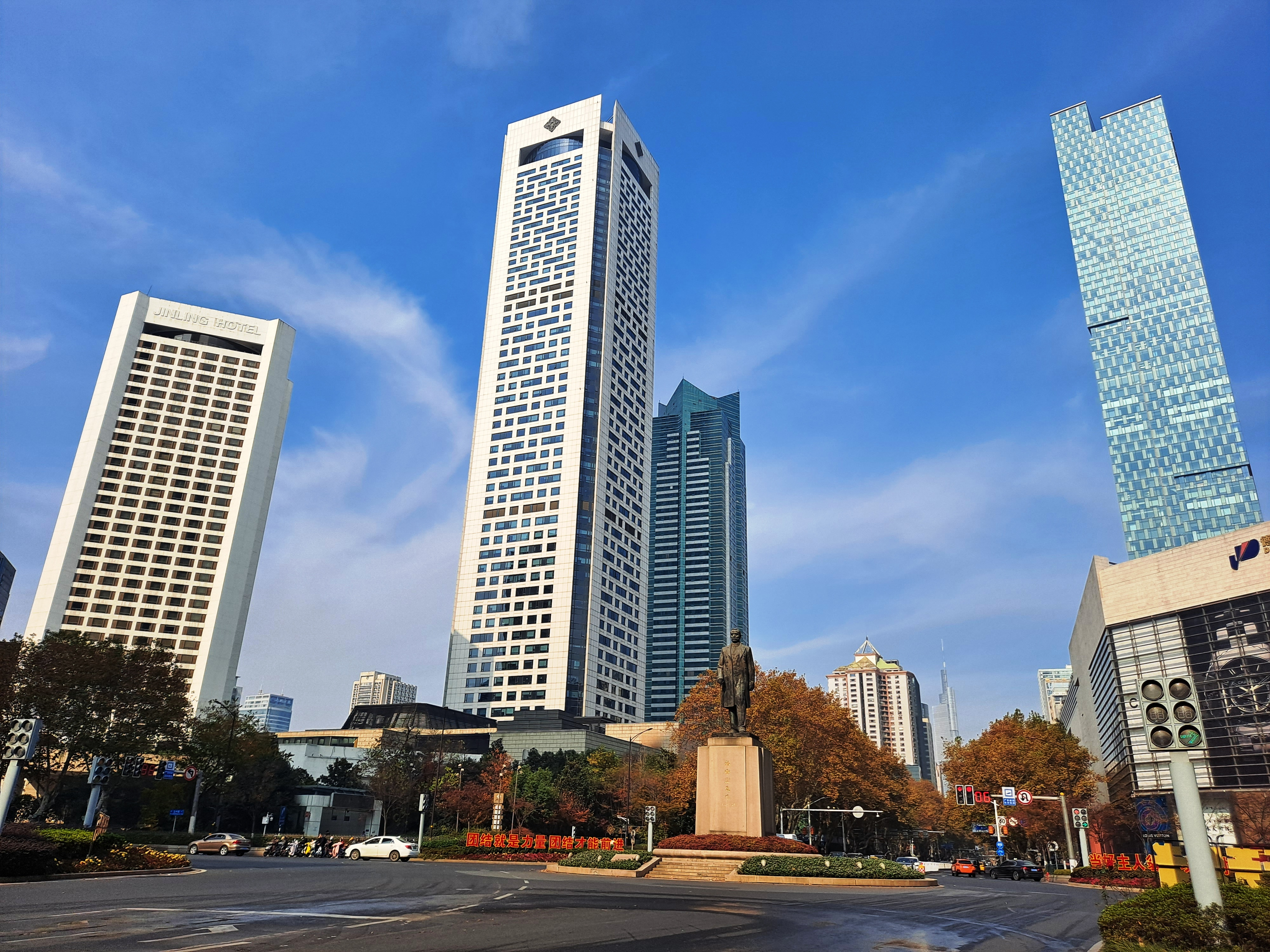
新街口围绕孙中山塑像的楼宇

新街口地区是南京的中央商务区（CBD），这一地区分布的金融机构、咨询公司、法律事务所、会计事务所和大公司总部、办公室数量居南京之首，其中世界500强企业机构约80家。